# Адамс, Ричард
Ри́чард Джордж А́дамс (англ. Richard George Adams; 9 мая 1920, Ньюбери, Беркшир — 24 декабря 2016, Оксфорд, Оксфордшир) — английский писатель

, известный романом-сказкой «Обитатели холмов».

## Биография
В 1940—1946 годах служил в британской армии; участник Второй мировой войны. В 1948 году он поступил в Оксфордский университет, где изучал новейшую историю и литературу. В период с 1948 по 1974 год работал чиновником министерства местного самоуправления (позже преобразованного в министерство охраны окружающей среды).
После выхода его бестселлеров Обитатели холмов и Шардик он оставил работу в министерстве, стал профессиональным писателем и переехал на остров Мэн (в связи с более благоприятным там налогообложением).
Являлся президентом Королевского общества по защите животных от жестокого обращения; баллотируясь на выборах как независимый кандидат-консерватор, выступал за запрет в Англии охоты на лис и за права животных.
Рассказывая об истории создания своего первого, известнейшего романа, Р. Адамс говорил, что он возник из историй про кроликов, сочинённых и рассказанных им своим дочерям Джулиет и Розамунд во время частых поездок на выходные из их лондонской квартиры «на природу» в маленький домик На Холмах, к юго-западу от британской столицы. Вначале они на ходу сочинялись и рассказывались, позднее Р. Адамс стал их записывать.
В 1972 году за роман «Обитатели холмов» он получил медаль Карнеги.
Жил в городке Уайтчёрч, недалеко от родного города Адамса.

## Романы, сборники рассказов
- 1972 Обитатели холмов (Watership Down)
- 1974 Шардик (Shardik)
- 1976 Путешествие двух тигров (The Tiger Woyager)
- 1977 Чумные псы (The Plague Dogs)
- 1980 Девочка на качелях (The Girl in a Swing)
- 1980 Железный Волк и другие истории (сборник рассказов) (The Iron Wolf and others Stories)
- 1982 Легенда Те Туна (The Legend of Te Tuna)
- 1984 Майя (Maia)
- 1986 Сказки Уотершипского холма (сборник рассказов) (Tales from Watership Down)
- 1988 Бродяга (Traveller)
- 1999 Необычный рыцарь (The Outlandish Knight)
- 2006 Дэниэль (Daniel)

## Экранизации
В 1978 году по мотивам романа Р. Адамса Обитатели холмов режиссёром Мартином Розеном был поставлен анимационный фильм «Опаснейшее путешествие» (в российском прокате под названием Корабельный холм), завоевавший несколько престижных международных премий. Позднее, в 1982 году, тем же режиссёром была экранизирована другая книга писателя - «Чумные псы». В 2018 году вышел анимационный мини-сериал Ноама Мурро по мотивам «Обитателей холмов». В озвучивании приняло участие множество звёзд британского кинематографа, включая Джеймса Макэвоя, Питера Капальди и Бена Кингсли.